# Caps lock

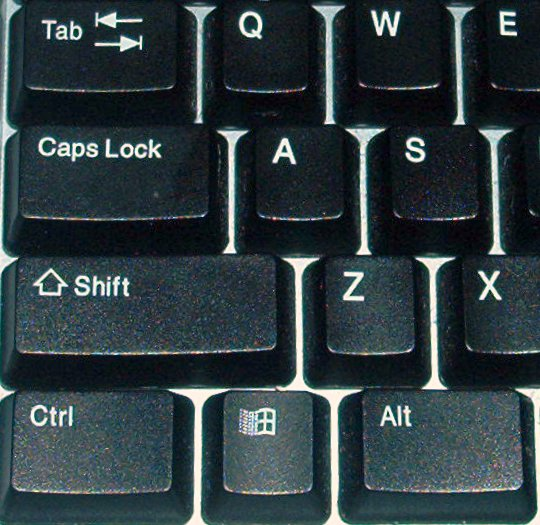
De Caps Lock-toets op een QWERTY-toetsenbord

Caps lock is een toets (met eventueel een bijbehorend lampje) op het toetsenbord van een computer. Wanneer de toets aanstaat worden alle letters standaard als kapitaal geïnterpreteerd. De functie heeft geen effect op cijfer- en leestekentoetsen.
De naam 'Caps lock' betekent kapitalen vergrendelen. Caps is hierbij de afkorting van het Engelse woord capitals.

## Oorsprong
Mechanische schrijfmachines (en vroegere computers) hebben een shift lock-toets. Deze lijkt veel op de caps lock-toets, maar verandert ook de functie van cijfer- en leestekentoetsen. Deze toets zet namelijk de shift-toets vast in ingedrukte stand. Dit betekent een zeker risico: als men een tekst in hoofdletters typt met vastgezette shift-toets, veranderen ook de leestekens. Om dit te voorkomen hebben sommige schijfmachines twee punten, zodat er in elk geval een punt op het papier komt als de daarvoor bestemde toets wordt aangeslagen.
De shift lock (Engels: to lock, vergrendelen) houdt dit mechanisme vast. In sommige besturingssystemen is het gebruik van de caps lock-toets nog steeds zo in te stellen. Bij AZERTY-toetsenborden is dit nog steeds de standaard.
De caps lock-toets werkt alleen op letters en heeft dus niet het hierboven beschreven bezwaar. Bij een mechanische schrijfmachine is een caps lock-toets echter zeer lastig te realiseren.
Computergebruikers kunnen per ongeluk de caps lock-toets indrukken. Omdat bij het invullen van wachtwoorden de ingevulde tekens meestal worden vervangen door asterisken ('sterretjes') merken ze dan niet dat ze in kapitalen typen. De meeste besturingssystemen geven het aan als de caps lock-toets aanstaat bij het aanmelden.

## Toetsenbord
Op een IBM/Windows toetsenbord (QWERTY) is het een van de toetsen aan de linkerkant:

## Internationale Caps lockdag
28 juni en 22 oktober worden halfjaarlijks gevierd als INTERNATIONAL CAPS LOCK DAY; een parodiefeestdag bedacht in oktober 2000 door softwareontwikkelaar Derek Arnold. De tweede viering op 28 juni werd door Arnold toegevoegd ter herinnering aan de overleden Amerikaanse televisiepresentator Billy Mays.